# Maryland Cycling Classic
Maryland Cycling Classic je jednodenní mužský cyklistický závod konaný ve státě Maryland ve Spojených státech amerických od roku 2022. Závod se koná v září a je součástí UCI ProSeries.

## Historie
Úvodní ročník závodu byl původně naplánován na 6. září 2020, ale kvůli pandemii covidu-19 byl závod odložen na rok 2021 a následně na rok 2022.
Trasa závodu je dlouhá 194 km. Start je umístěn na severu okrsku Baltimore a cíl do centra Baltimore. Závod začíná ve zvlněné venkovské krajině na sever od Baltimore a na závěr musí závodníci absolvovat několik kol na rovinatém městském okruhu v samotném městě. Cíl je umístěn do Vnitřního přístavu.
Závod je jediným jednodenním závodem ve Spojených státech, který je součástí UCI ProSeries. Po zániku Tour of California v roce 2020, jež byla součástí nejvyšší divize cyklistických závodů, UCI World Tour, je také nejvýše postaveným profesionálním silničním závodem ve Spojených státech.
Třetí ročník, který se měl konat v roce 2024, byl zrušen kvůli pádu mostu v Baltimoru.

## Seznam vítězů
| Rok       | Země                               | Jezdec                             | Tým                                |
| --------- | ---------------------------------- | ---------------------------------- | ---------------------------------- |
| 2020–2021 | Nejelo se kvůli pandemii covidu-19 | Nejelo se kvůli pandemii covidu-19 | Nejelo se kvůli pandemii covidu-19 |
| 2022      | Belgie                             | Sep Vanmarcke                      | Israel–Premier Tech                |
| 2023      | Dánsko                             | Mattias Skjelmose Jensen           | Lidl–Trek                          |
| 2024      | Nejelo se                          | Nejelo se                          | Nejelo se                          |

### Vítězství dle zemí
| Vítězství | Země          |
| --------- | ------------- |
| 1         | Belgie Dánsko |